# HIStory/Ghosts
«HIStory/Ghosts» (en español: «Fantasmas») es el segundo sencillo extraído del álbum de Michael Jackson Blood On The Dance Floor: HIStory in the Mix en 1997, se podría considerar también como un sencillo de HIStory ya que contiene la canción que da nombre a dicho álbum, aunque esto no suele ocurrir.

## Sencillo
El sencillo cuenta con una de las nuevas canciones del álbum Blood On The Dance Floor "Ghosts" perteneciente al género New Jack Swing. La letra de la canción trata sobre cómo la gente se burlaba y acosaba a Jackson pero está disfrazada con metáforas relacionadas con los fantasmas. También contiene la canción HIStory en la remezcla House de Blood On The Dance Floor. Este sencillo, nunca salió en EE. UU. En el Reino Unido alcanzó el puesto 5.
Solo HIStory fue interpretada en vivo por Jackson durante el HIStory World Tour.

## Videos
La canción Ghosts figura en el video musical del mismo nombre Ghosts, donde figuran también las canciones de "2 Bad" e "Is It Scary". Aunque se extrajo un fragmento de la película para el video oficial.
En cuanto al video de HIStory, la escena muestra a una mujer sentada en un sillón futurista y una fiesta con gente bailando y pantallas proyectando diferentes videos de Michael Jackson.

## Créditos
- Escrito y compuesto por Michael Jackson y Teddy Riley
- Producido por Michael Jackson y Teddy Riley
- Vocalista y arreglos: Michael Jackson
- Teclados y sintetizadores: Teddy Riley, Bad Buxer and Doug Grigsby
- Drum programming: Matt Carpenter, Doug Grigsby, Andrew Scheps, Rob Hoffman y Alex Breuer
- Ingenierías adicionales por Bobby Brooks, Matt Forger, Andrew Scheps, Armand Volker y Albert Boekholt
- Ingenieros asistentes: Tony Black, Mike Scotell, Greg Collins, Gerd Krenz, Patrick Ulenberg, Paul Dicato, Andy Strange, Rob Hoffman y Tom Bender

- Datos: Q750399